# Seguridad industrial
La Seguridad Industrial es el sistema de disposiciones obligatorias que tienen por objeto la prevención y limitación de riesgos, así como la protección contra accidentes capaces de producir daños a las personas, a los bienes o al medio ambiente derivados de la actividad industrial o de la utilización.
Las instalaciones industriales incluyen una gran variedad de operaciones de minería, transporte, generación de energía, fabricación y eliminación de desperdicios que tienen peligros inherentes y requieren un manejo cuidadoso.
Por ejemplo, las operaciones industriales que incluyen el manejo, almacenamiento y procesamiento de sustancias potencialmente peligrosas como químicos reactivos y desechos peligrosos. Asimismo, las instalaciones industriales pueden acarrear peligros potenciales que son distintos de aquellos de las sustancias peligrosas.
Estos riesgos se deben generalmente a sustancias y reacciones químicas causados en industrias, comercios o viviendas y ocurren por el uso inadecuado de combustible o fallas en las instalaciones eléctricas.
Debido a la existencia de peligros en los medios industriales es necesario manejar adecuadamente los siguientes riesgos para reducir al mínimo los impactos adversos:
- Las condiciones que pueden llevar potencialmente a los accidentes que involucran derrames importantes (por ejemplo, de tuberías, conexiones flexibles, filtros, válvulas, recipientes, bombas, compresores, tanques, chimeneas).

- Las condiciones de salud, bienestar ocupacional y de seguridad en el trabajo.

## Delimitación
El análisis de riesgo, como parte del Sistema de Gestión de Seguridad de la Información, es necesario para la empresa hacer una adecuada gestión de riesgos que le permita saber cuáles son las principales vulnerabilidades de sus activos de información y cuáles son las amenazas que podrían explotar las vulnerabildades. Una amenaza se puede definir entonces como un evento que puede afectar los activos de información y están relacionadas con el recurso humano, eventos naturales o fallas técnicas.  Algunos ejemplos pueden ser ataques informáticos externos, errores u omisiones del personal de la empresa, infecciones con malware, terremotos, tormentas eléctricas o sobrecargas en el fluido eléctrico.
Por otra parte, una vulnerabilidad es una característica de un activo de información y que representa un riesgo para la seguridad de la información. Cuando se materializa una amenaza y hay una vulnerabilidad que pueda ser aprovechada hay una exposición a que se presente algún tipo de pérdida para la empresa. Por ejemplo, el hecho de tener contraseñas débiles en los sistemas y que la red de datos no esté correctamente protegida puede ser aprovechado para los ataques informáticos externos.
La Seguridad Industrial es una técnica o disciplina obligatoria en toda empresa. Esta aplica en usos de herramientas o maquinarias, que además de facilitar el desempeño laboral, mantiene la confianza en el trabajo que se ejerce, haciendo que el trabajador se sienta totalmente seguro de no correr riesgos. Toda empresa o industria debe tener siempre clara la responsabilidad que tiene con sus trabajadores, tomando en cuenta que también debe obligar a sus trabajadores que cumplan una serie de normas y condiciones con el fin de garantizar la seguridad y protección, como son el uso de: cascos industriales, botas, guantes, entre otras herramientas que deben ser adecuadas para el trabajo que se realizará. Todas estas herramientas deben ser proporcionadas por la misma empresa.
Son normas desarrolladas con prescripciones técnicas en las instalaciones industriales y energéticas, para lograr la seguridad de los usuarios, trabajadores o terceros. Constituyen algunos ejemplos de normas de seguridad industrial los reglamentos de baja tensión, alta tensión, calefacción, gas, protección contra incendios, equipos a presión, almacenamiento de productos químicos, instalaciones petrolíferas, e instalaciones frigoríficas que se instalen tanto en edificios de uso industrial como no. Libro de Consulta para Evaluación Ambiental (volumen 1, 2 y 3). Trabajos Técnicos del Departamento de Medio Ambiente.

## Clasificación
Se clasifican los materiales y desechos peligrosos bajo una o más de las siguientes definiciones:
- Inflamable: Son las sustancias que son altamente inflamables y que por lo tanto representan un peligro de incendio, bajo las condiciones industriales normales (por ejemplo, los metales triturados, los líquidos cuyo punto de lineación sea de 38 °C o menos, etc.).

- Corrosivo: Son las sustancias que requieren contenedores especiales debido a su capacidad de corroer los materiales normales (por ejemplo, los ácidos, anhídridos de los ácidos y álcalis).

- Reactivo: Son los materiales que requieren especial almacenamiento y manejo porque tienden a reaccionar espontáneamente con los ácidos o sus vapores (por ejemplo, los cianuros y álcalis concentrados) y porque tienden a reaccionar vigorosamente con el agua o el vapor (por ejemplo, el fosfeno, los ácidos o álcalis concentrados), o tienen la tendencia de ser inestables en caso de un choque o si existe calor (por ejemplo, los líquidos inflamables presurizados y pertrechos militares), cuyo resultado incluye la generación de gases venenosos, la explosión, el incendio, o la evolución de calor.

- Tóxico: Son las sustancias (por ejemplo, los metales pesados, pesticidas, solventes y combustibles provenientes del petróleo), los cuales al ser manejados incorrectamente, pueden liberar cantidades suficientes de materiales tóxicos que pueden causar un efecto directo, crónico o agudo para la salud, debido a su inhalación, absorción a través de la piel e ingestión, o causar una acumulación potencialmente tóxica en el medio ambiente o en la cadena alimenticia.

- Biológico: Son los materiales que al manejarlos inadecuadamente, pueden liberar cantidades suficientes de microorganismos patogénicos que pueden causar concentraciones suficientes de infección, polen, hongos o caspa y provocar reacciones alérgicas en las personas que sean susceptibles al peligro.

Además de las categorías anteriores de sustancias peligrosas, hay riesgos generales que se relacionan con las instalaciones industriales. Estos incluyen las siguientes categorías:
- Eléctricos: Electrocución por los conductores cargados y el mal uso de las herramientas eléctricas, cables de transmisión elevados, alambres eléctricos caídos, cables subterráneos y el trabajo realizado durante las tempestades eléctricas.

- Estructurales: El potencial de caerse o forzarse si en el trabajo existen superficies resbalosas, cuestas empinadas, gradas estrechas, hoyos abiertos, obstrucciones y pisos inestables; también incluye el potencial de sufrir heridas a causa de objetos punzantes y el riesgo de ser atrapado a causa del hundimiento de zanjas o minas, o por los declives inestables de los montones de materiales.

- Mecánico: Choques con los equipos en movimiento, especialmente en marcha atrás, rotura de poleas o cables y el enredamiento de la ropa en los engranajes o taladros.

- Temperatura: Fatiga térmica en los ambientes calientes, o al trabajar con ropa que limite la disipación del calor corporal o el sudor; efectos del frío en los ambientes helados, o si el factor de enfriamiento del viento es excesivo.

- Ruido: Fatiga y daños físicos en el oído, al estar sujeto a niveles de ruido que excedan las normas recomendadas (por ejemplo, un nivel de ruido ponderado por el tiempo durante un período de 8 horas que sea mayor de 90 dB).

- Radiación: Quemaduras o heridas internas al exponerse a niveles excesivos de radiación ionizadora.

- Deficiencia de oxígeno: Puede haber efectos para la salud a raíz del desplazamiento del oxígeno por otro gas, o su consumo en una reacción química, especialmente en los lugares cerrados o en áreas bajas. Si los niveles bajan del 19,5% de oxígeno.

Diferencia entre Riesgo y Peligro
El peligro es una condición o característica intrínseca que puede causar lesión o enfermedad, daño a la propiedad y/o paralización de un proceso, en cambio, el riesgo es la combinación de la probabilidad y la consecuencia de no controlar el peligro.
Ejemplos:
```
- Piso resbaloso (peligro)
- Es baja la probabilidad de una fractura (riesgo).
```

## Política, procedimientos y pautas recomendables
Tal como establecen las políticas sanitarias, existirá un riesgo importante bajo las siguientes circunstancias: 
- Un escape o derrame de sustancias tóxicas, muy reactivas, explosivas o inflamables.
- Si existe un peligro importante durante un proyecto propuesto es muy aconsejable (o incluso obligatorio según la legislación vigente de cada país) requerir una evaluación de los riesgos mayores.
- Dicha evaluación debe ser parte integral de la preparación del proyecto. Es independiente de la evaluación del impacto ambiental y esta la debe mencionar.
- En trabajos donde se requiera se debe usar barbijo (trabajos de pintura, etc.).

Si existe un peligro importante en un proyecto propuesto es muy aconsejable requerir una «evaluación de riesgos mayores». La evaluación de los riesgos mayores debe ser parte integrante de la preparación del proyecto. Es independiente de la evaluación del impacto ambiental y esta la debe mencionar. Los objetivos de la evaluación de los riesgos mayores, son los siguientes:
- Identificar la naturaleza y magnitud del uso de las sustancias peligrosas en la instalación.
- Especificar las medidas tomadas para la operación segura de la instalación, el control de las divergencias importantes que podrían causar un accidente mayor y los procedimientos de emergencia a implementarse en el sitio.
- Identificar el tipo, probabilidad relativa y consecuencias generales de los accidentes mayores.
- Demostrar que el constructor haya apreciado el potencial de un riesgo mayor a causa de las actividades de la compañía y que haya considerado si los controles son adecuados.

### Relaciones con las intervenciones en el territorio
El tema del manejo de los peligros industriales es pertinente para los proyectos energéticos, industriales, de explotación minera, de control de contaminación, de transporte y agrícolas.
Los riesgos de los proyectos energéticos son los siguientes:
- Peligros de incendio y de materiales tóxicos a causa de derrames de petróleo o fugas de gas.
- Riesgos mecánicos causados por las torres de perforación.
- Ruido alrededor de los generadores.
- Peligro físico por la inhalación de la ceniza de carbón y los residuos de petróleo, los materiales tóxicos o corrosivos lixiviados de los montones de carbón o ceniza, los químicos que se emplean en el tratamiento del agua o los efluentes.
- Agotamiento del oxígeno en los tanques y la electrocución por el contacto con los conductores cargados.

Los proyectos industriales pueden acarrear los siguientes riesgos:
- Los peligros físicos por las piezas en movimiento.
- La agitación por el trabajo arduo realizado cerca de los hornos.
- El ruido de la maquinaria.
- El polvo producido por el esmerilaje o la aserradura.
- La ruptura de los recipientes presurizados.
- La explosión a los químicos para el tratamiento, del agua o los efluentes.
- La explosión causada por las reacciones químicas de alta velocidad.
- Los vapores tóxicos producidos por los derrames químicos.

Los proyectos de explotación minera pueden producir los siguientes peligros:
- El riesgo físico por el uso de los explosivos y los equipos de excavación.
- El polvo producido por la perforación, la voladura y la trituración.
- El agotamiento del oxígeno.
- Los gases tóxicos de las minas subterráneas.
- Los derrumbes.

Los proyectos de control de contaminación pueden crear los siguientes riesgos:
- La ruptura de los recipientes presurizados (por ejemplo, tanques de cloro en las plantas de tratamiento de aguas negras, tarros bajo presión que se reciben con los desperdicios sólidos para incineración, etc.).
- Explosión o generación de gases tóxicos por la mezcla de desechos incompatibles.
- Liberación de polvos y vapores conteniendo microorganismos patogénicos durante las operaciones de procesamiento de las aguas servidas y desperdicios sólidos.
- Los gases tóxicos producidos por la eliminación de los desechos sólidos.

Los proyectos de transporte pueden incluir los medios que se emplean normalmente para cargar, transportar y descargar sustancias peligrosas. Como parte de la evaluación del impacto ambiental, así como de la evaluación de los riesgos mayores de un proyecto de transporte, es necesario estudiar el potencial de un choque o descarrilamiento. Durante un accidente de esta naturaleza existe el potencial de un derrame tóxico, incendio o explosión.
Los proyectos agrícolas y el control de las plagas, como langostas, crean problemas específicos relacionados con el manejo y almacenamiento, uso y eliminación de pesticidas. En el la región sur del Sahara, en África, ha sido un problema desafiante, para la comunidad donante, la eliminación de los pesticidas no utilizados.

## Por países

### España
En España, el marco normativo de la seguridad industrial, está constituido por:
- Ley de Industria (Ley 21/1992, de 16 de julio).[1] Establece el marco normativo regulador en el Estado, teniendo como objetivo establecer las bases de ordenación del sector industrial.
- Reglamentos Técnicos Sectoriales. Su objeto es la prevención y limitación en cada sector de los riesgos derivados de la actividad industrial o de la utilización, funcionamiento y mantenimiento de las instalaciones, equipos o productos industriales y la protección contra accidentes susceptibles de producir daños o perjuicios a las personas o los bienes.
- Reglamento de la Infraestructura para la Calidad y la Seguridad Industrial (Real Decreto 2200/1995, de 28 de diciembre)[2]